# Lanteira (kommunhuvudort)
Lanteira är en kommunhuvudort i Spanien.   Den ligger i provinsen Provincia de Granada och regionen Andalusien, i den södra delen av landet, 400 km söder om huvudstaden Madrid. Lanteira ligger 1 284 meter över havet och antalet invånare är 489.
Terrängen runt Lanteira är varierad. Runt Lanteira är det glesbefolkat, med 10 invånare per kvadratkilometer. Närmaste större samhälle är Guadix, 14,5 km norr om Lanteira. Omgivningarna runt Lanteira är i huvudsak ett öppet busklandskap.